# Fritz Peuckert
Fritz Peuckert (Pseudonym Frederico und Der alte Fritz; * 6. Dezember 1922) ist ein deutscher Grund- und Realschullehrer sowie Lyriker.

## Leben
Der kurz vor dem Höhepunkt der Deutschen Hyperinflation 1922 geborene Peuckert bezeichnete sich später oft als Inflationskind. Nach dem Schulbesuch durchlief er zunächst eine Lehre, um zur Zeit des Nationalsozialismus zunächst beim Reichsarbeitsdienst, dann in der Wehrmacht zu dienen. Während des Zweiten Weltkrieges geriet er in Kriegsgefangenschaft, wurde jedoch nach der Kapitulation in Kurland im Jahr 1945 aus der Gefangenschaft entlassen.
In der Nachkriegszeit schulte Peuckert zunächst zum Tischler um, wechselte dann aber unter den Alliierten in ein Studium, aus dem er als Neulehrer hervorging.
Peuckert unterrichtete als Lehrer bis 1982, wurde aber aufgrund seiner Kriegsverletzung frühpensioniert. Bereits zuvor hatte er verschiedene Schriften publiziert, die er nach seinem Motto „Menschen bilden - trotz allem“ veröffentlichte.
Im Jahr seiner Pensionierung 1982 wohnte Fritz Peuckert in Berlin im Haus Leonberger Ring 33.

## Schriften (Auswahl)
- Karl Sigmund Hauser (Hrsg.): Dichtungen deutscher Lehrer der Gegenwart, Gedichte, Freudenstadt: Ferienverlag Hauser, 1965
- Lyrik und Prosa vom Hohen Ufer, Band 2, Hannover: Moorburg-Verlag, 1982, ISBN 978-3-921814-64-2, S. 205–215
- Rinnsal der Hoffnung im Meer der Gewalt, Verse und Texte, Selbstverlag, 1982
- Fernweh. kleine Weltreise in Versen, Hannover: Moorburg-Verlag, 1982, ISBN 978-3-921814-56-7 und ISBN 3-921814-56-1; Inhaltsverzeichnis
- Protuberanzen. Verse – Texte – Fragen, Hannover: Moorburg-Verlag, 1987, ISBN 978-3-921814-90-1
- Haltet Frieden!, Belletristik, Hannover: Moorburg-Verlag, 1989, ISBN 978-3-921814-39-0 und ISBN 3-921814-39-1
- Weil Menschen Menschen sind ... Gereimte Verse aus ungereimter Zeit, [Karlsruhe]: Der Karlsruher Bote, 1991, ISBN 978-3-88256-201-9 und ISBN 3-88256-201-3
- Frederico: Einmal werden wir uns wiedersehen ... Verse der Liebe, Original-Ausgabe, 1. Auflage, Berlin: Frieling, 1993, ISBN  	978-3-89009-530-1 und ISBN 3-89009-530-5
- Vor der Jahrtausendwende. Verse eines Zeitgenossen, Berlin: Frieling, 1995, ISBN 978-3-89009-838-8 und ISBN 3-89009-838-X
- Aus meinem Refugium. Polemisch ästhetische Poesie, Fulda: VfA, Verlag Freier Autoren, 1996, ISBN 978-3-88611-215-9 und ISBN 3-88611-215-2
- Wider den Trend. Altmodisch vertraute Verse statt neumodisch elitärer Arroganz, Berlin: Frieling, 1998, ISBN 978-3-8280-0460-3 und ISBN 3-8280-0460-1
- Der alte Fritz: Politikern und andern ins Stammbuch. Gedichte & Prosa, Fulda: VfA, Verlag Freier Autoren, 1998, ISBN 978-3-88611-264-7 und ISBN 3-88611-264-0